# Джазовий танець

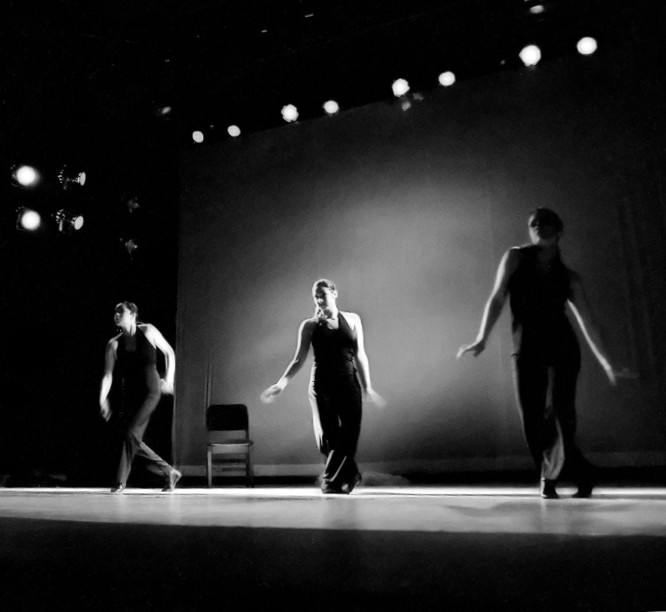
Танцівники сучасного джазу

Джазовий танець — класифікація, яка включає широкий діапазон танцювальних напрямків. До 1950-х років джазовий танець відносився до танцювального стилю, який походив з афроамериканського корінного танцю. В 1950-х р.р. з'явився новий жанр джазового танцю — сучасний джазовий танець або джаз-модерн, коріння якого походило з традиційного Карибського танцю. В кожному окремому стилі джазового танцю можна прослідкувати коріння одного з цих різноманітних джерел.

## Історія

### Традиційний
До середини 1950-х років джазовий танець відносився до танцювальних напрямків, які походили з афроамериканського корінного танцю кінця XIX — середини XX століття. Джазовий танець часто відносили до чечітки, тому що чечітка під джазову музику була одним з основних танців тієї епохи. Розвиваючись, з часом, джазовий танець, породив різноманіття соціальних та концертних танцювальних напрямків. Пізніше, протягом століття джазу, популярні форми джазу включали в себе кекуок (англ. cakewalk, букв. «прогулянка з пирогом»), Black Bottom, чарльстон, джіттербаг, бугі-вугі, лінді-хоп. Сьогодні більшість з цих танцювальних напрямків все ще популярні та продовжують практикуватись учнями та викладачами.

### Сучасний
Після 1950-х років, такі засновники як Кетрін Данем Katherine Dunham взявши сутність традиційного Карибського танцю, перетворила його на театральне мистецтво. З ростом панування інших форм розважальної музики джазовий танець еволюціонував на Бродвеї в новий пластичний стиль, який викладається сьогодні та відомий як джаз-модерн, тоді як чечітка визначилась і пішла своїм шляхом розвитку. Великою мірою театральний стиль джазового танцю був популяризований в роботах Боба Фосса, що можна бачити на прикладі таких Бродвейських шоу як «Чикаго», «Кабаре», «Чортові Янкі» та «Піжамна гра». Джаз-модерн продовжує залишатись важливим елементом в музичних театрах, та його часто можна побачити в музичних кліпах та на танцювальних змаганнях.

## Джаз-модерн, танець
Танцівники джазу часто носять шкіряні джазовки, що допомагає їм плавно рухатись виконуючи оберти, наприклад, пірует. Перед танцем танцівники зазвичай роблять вправи, аби розігріти та розтягнути м'язи аби не травмуватись. В доповнені загальноукріплюючі вправи часто використовуються для підтримання загальної форми.

### Техніка
«На пальчиках», танцівниця підіймається з колін, підтримуючи баланс тіла на пальчиках ніг. Танцівниця — акробатка виконує шпагат в стрибку, що також зустрічається в джазовому танці. 
Модерн-джаз часто випробовує вплив інших танцювальних напрямків таких як акробатичний танець, балет, сучасний танець, ліричний танець, хіп-хоп. В свою чергу більшість танцювальних напрямків випробовують вплив джазу.
Як і в більшості видів танцю техніка є основою усіх рухів в джазовому танці. Навіть танцівники джазу отримують користь зі знань балетної техніки і тому в навчальну програму джазового танцю зазвичай включають балетні тренування.
В джаз-модерні зустрічаються різноманітні техніки, як наприклад:
Контроль центра тіла
Місцеположення

## Відомі керівники, танцівники та хореографи
- Кетрін Данем, засновниця афроамериканського театрального танцю.
- Джек Коул вважається батьком техніки джазового танцю. Він був головним натхненником для Метта Меттокс, Боба Фосса, Джерома Роббінс, Гвен Вердон та більшості інших хореографів.
- Юджин Луіс Фасіуто (або «Луіджі») танцівник, котрий після травми в автомобільній аварії в 1950-х створив новий стиль джазового танцю, основа якого розігрівальні вправи, котрі він винайшов, аби сховати свої фізичні слабості.
- Боб Фосс, заслужений джазовий хореограф, створив новий вид джазового танцю, надихнувшись роботами Фреда Естайре й такими стилями як Американський бурлеск та водевіль.
- Гасс Джордано, вражаючий танцівник джазу та хореограф.
- Джероум Роббінс, хореограф кількох мюзіклів — хитів таких як: «Пітер Пен», «Король та Я», «Скрипаль на даху», «Цигані», «Смішна дівчинка», та «Вестсайдська історія».
- Гвен Вердон, відома за свої ролі в «Чортових Янкі», «Чикаго», та «Мила Чаріті».
- Людмила Миколаївна, відома за свої ролі в «Танець зебри та тигра»